# Halseyia albovenosa
Halseyia albovenosa är en fjärilsart som beskrevs av Erich Martin Hering 1928. Halseyia albovenosa ingår i släktet Halseyia och familjen snigelspinnare. Inga underarter finns listade i Catalogue of Life.